# ألان كلارك (كاتب)
ألان كلارك (بالإنجليزية: Alan John Clarke)‏ هو كاتب سيناريو ومخرج بريطاني، ولد في 28 أكتوبر 1935 في والاسي في المملكة المتحدة، وتوفي في 24 يوليو 1990 في لندن الكبرى في المملكة المتحدة بسبب سرطان.

## وصلات خارجية
- ألان كلارك على موقع IMDb (الإنجليزية)
- ألان كلارك على موقع ألو سيني (الفرنسية)
- ألان كلارك على موقع أول موفي (الإنجليزية)
- ألان كلارك على موقع قاعدة بيانات الأفلام السويدية (السويدية)
- ألان كلارك على موقع إن إن دي بي (الإنجليزية)
- ألان كلارك على موقع قاعدة بيانات الفيلم (الإنجليزية)
- ألان كلارك على موقع كينوبويسك (الروسية)